# Deroua
Deroua (en arabe : الدروة) est une belle ville marocaine faisant partie de la province de Berrechid (région de Casablanca-Settat).
La commune a un développement démographique important, pour une population estimée à 47719 habitants en 2020 ; Deroua est en pleine évolution et chaque année de nouveaux bâtiments sortent de terre, des écoles et lycées ont été créés et de nouvelles infrastructures ont été créées pour subvenir aux besoins de la population.